# Дандурян, Алексей Сергеевич
Алексей Сергеевич Дандурян (арм. Ալեքսեյ Դանդուրյան, 1903—1985), армянский художник театра и кино. Член МОСХ.

## Биография
Родился в Телави. Брат художника-графика Анастасии Дандурян. Оставив учебу в гимназии им. Левандовского в Тбилиси, Дандурян поступил в местную балетную школу Перини. С 1925 года в Ленинграде занимался оформлением текстиля и терракоты. 1932 год был приглашен в Ереван и назначен главным художником Армянского академического театра оперы и балета.
Среди основных работ — «Лебединое озеро» П. Чайковского (1935), «Травиата» Верди (1936), «Богема» Пуччини (1936, все в Театре оперы и балета им. А. Спендиаряна), «Храбрый Назар» А. Айвазяна (1948, по Д. Демирчяну, Ереванский театр музыкальной комедии). В 1965-68 годах — главный художник Московского государственного ансамбля «Балет на льду».
Несколько сезонов работал в театрах Киева, Орла, Серпухова, Пятигорска, создал
костюмы к таким представлениям как «Ромео и Джульетта», «Маскарад»,
«Норма», «Ревизор». Работал в кино, создал эскизы костюмов для фильма «Анаит» Амо Бекназаряна, «Двенадцатой
ночи» Яна Фрида и т. д. Согласно искусствоведу О. Азизян, его «созданные со
вкусом и фантазией костюмы помагали погружать зрителя в вымышленный,
сказочный мир спектакля».
Архив художника хранится в РГАЛИ, работы — в Национальной галерее Армении и в семье художника.